# Grandjeanoplophora mauritanica
Grandjeanoplophora mauritanica är en kvalsterart som först beskrevs av Grandjean 1932.  Grandjeanoplophora mauritanica ingår i släktet Grandjeanoplophora och familjen Protoplophoridae. Inga underarter finns listade i Catalogue of Life.